# Cratesípolis
Cratesípolis （en grec antic Κρατησίπολις) fou la dona d'Alexandre, fill de Polispercó. Es va destacar per la seva bellesa, intel·ligència i energia.
Després de l'assassinat del seu marit a Sició l'any 314 aC va assolir el comandament de les seves forces entre les que era molt popular, i quan els habitants de la ciutat es van revoltar contra la guarnició esperant establir un govern independent i suposant que podrien derrotar fàcilment a una dona, va sufocar la sedició i va fer crucificar a trenta líders populars, declarant la seva fidelitat a Cassandre.
L'any 308 aC Ptolemeu I Sòter la va convèncer per lliurar Corint i Sició, les darreres places que tenia Cassandre a Grècia a part d'Atenes, a Egipte. Com que les seves tropes no haurien estat d'acord a sotmetre's a Ptolemeu, Cratesípolis va introduir un cos militar egipci a Corint al·legant que eren reforços que havia enviat des de Sició.
Finalment les dues ciutats van caure en mans de Ptolemeu i Cratesípolis es va retirar a Patres a Acaia. El 307 aC es va entrevistar a Patres amb Demetri Poliorcetes, en una trobada on cadascuna de les parts es va sentir atreta per la fama de l'altra. Plutarc diu que Demetri tenia moltes ganes de conèixer-la per la fama de la seva bellesa i va anar al seu encontre només amb uns quants homes armats lleugerament, i quan va arribar al lloc acordat els va acomiadar i va esperar tot sol. Alguns enemics que l'havien seguit van aprofitar l'ocasió i el van atacar, però va poder fugir d'una manera molt hàbil amb només una capa.